# Duport Stradivarius

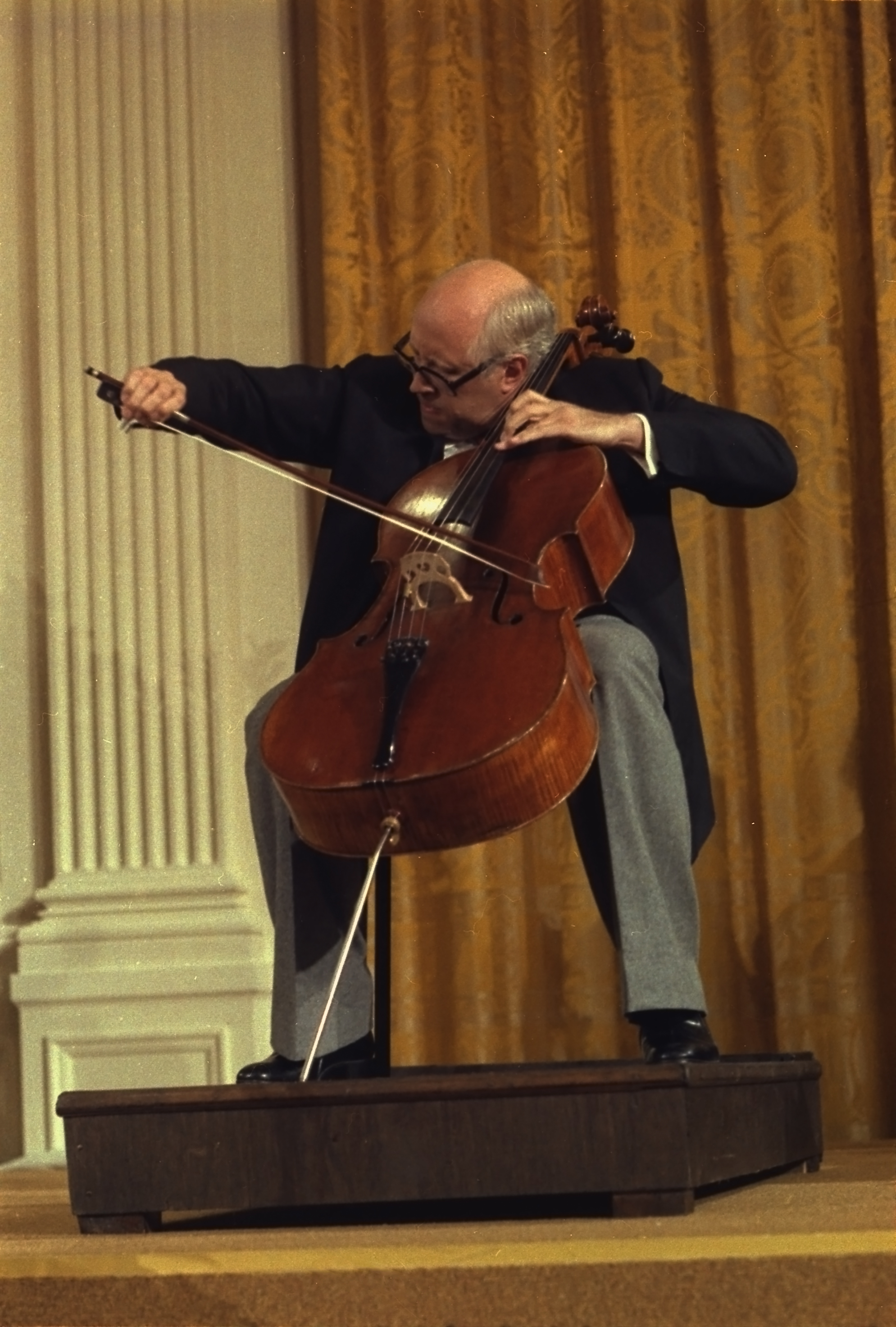
De Duport bespeeld door Mstislav Rostropovitsj tijdens een concert in het Witte Huis in 1978

De Duport Stradivarius is een in 1711 gebouwde antieke violoncello van de Italiaanse vioolbouwer Antonio Stradivari. De violoncello is vernoemd naar Jean-Pierre Duport die het instrument rond 1800 bespeelde. 
In 1812 stond Duport Napoleon Bonaparte toe erop te spelen. Een deuk is nog steeds te zien welke is ontstaan door de laars van Napoleon, die niet wist waar hij zijn benen kwijt moest.
Auguste-Joseph Franchomme betaalde in 1843 een recordbedrag door de cello te kopen voor 22.000 Franse frank. Later zou Jean Baptiste Vuillaume de Duport gebruiken als model voor cello's die hij liet bouwen. 
Heden ten dage behoort de Duport tot de meest waardevolle instrumenten. Tot 27 april 2007 werd de Duport bespeeld door Mstislav Rostropovitsj, die de Duport vanaf 1974 bespeelde. 